# Hoher Querberg
Der Hohe Querberg (früher: Querberg) ist ein 474 m ü. NHN hoher Berg im Spessart im bayerischen Landkreis Aschaffenburg in Deutschland.

## Geographie
Der Hohe Querberg ist die höchste Erhebung im Huckelheimer Wald, einem ehemaligen gemeindefreien Waldgebiet zwischen Westerngrund und Kleinkahl. Er wird im Osten durch das Tal des Habersbaches begrenzt. Westlich des Gipfels liegt der Arzborn, die Quelle des Querbaches. Sein Tal zieht sich in südwestliche Richtung nach Huckelheim. Im Süden schließt sich an den Hohen Querberg der Menschenkopf (465 m) und im Nordwesten der Glasberg (476 m) an. Im Norden geht er flach zum Gaiersberg (475 m) über. In der Scharte zwischen den beiden Gipfeln, etwa 350 m von dem des Hohen Querberges entfernt, verlaufen die Landesgrenze zu Hessen und der historische Handelsweg Birkenhainer Straße.